# Chavār
Chavār (persiska: چوار, چَوار, Chūār, كانی چَوار) är en ort i Iran.   Den ligger i provinsen Ilam, i den västra delen av landet, 500 km väster om huvudstaden Teheran. Chavār ligger 1 037 meter över havet och antalet invånare är 5 574.
Terrängen runt Chavār är varierad. Runt Chavār är det ganska tätbefolkat, med 149 invånare per kvadratkilometer. Närmaste större samhälle är Īlām, 13,2 km sydost om Chavār. Omgivningarna runt Chavār är i huvudsak ett öppet busklandskap.